# Тађа
Тађа (итал. Taggia) је насеље у Италији у округу Империја, региону Лигурија.
Према процени из 2011. у насељу је живело 12762 становника. Насеље се налази на надморској висини од 24 м.

## Становништво
Према резултатима пописа становништва 2011. у општини је живело 14.032 становника.
| 1931. | 1936. | 1951. | 1961.  | 1971.  | 1981.  | 1991.  | 2001.  | 2011.  |
| ----- | ----- | ----- | ------ | ------ | ------ | ------ | ------ | ------ |
| 6.457 | 6.683 | 7.279 | 10.896 | 14.851 | 14.495 | 13.701 | 12.908 | 14.032 |